# フレイトライナー・グループ
フレイトライナー・グループ（Freightliner Group）とは、イギリスに本社を置く鉄道貨物輸送および物流会社。現在は米国の持株会社ジェネシー＆ワイオミングの完全子会社である。
フレイトライナーは Transport Act 1968 に基づいて、英国国有企業 Freightliner Ltd として設立された。同社は設立当初より国際物流に重点を置いており、英国の港を中心に活動を行うようになり、ビジネスの活性化のため港に隣接して新しい総合貨物基地を建設することが多かった。1970 年代後半になるとイギリス国鉄の下で再組織され、 1980 年代後半には鉄道貨物流通子会社の一部となった。
1996年5月に民営化が行われ、事業部門は Freightliner Limited として再編されている。2014年には、Freightliner Limitedは英国のインターモーダル輸送サービスにおいて最大手であり、収益はDB Cargo UKに次いで英国第二の物流会社である。その後の買収を経て、2015年からは米国企業ジェネシー＆ワイオミングの子会社となった。

## ギャラリー

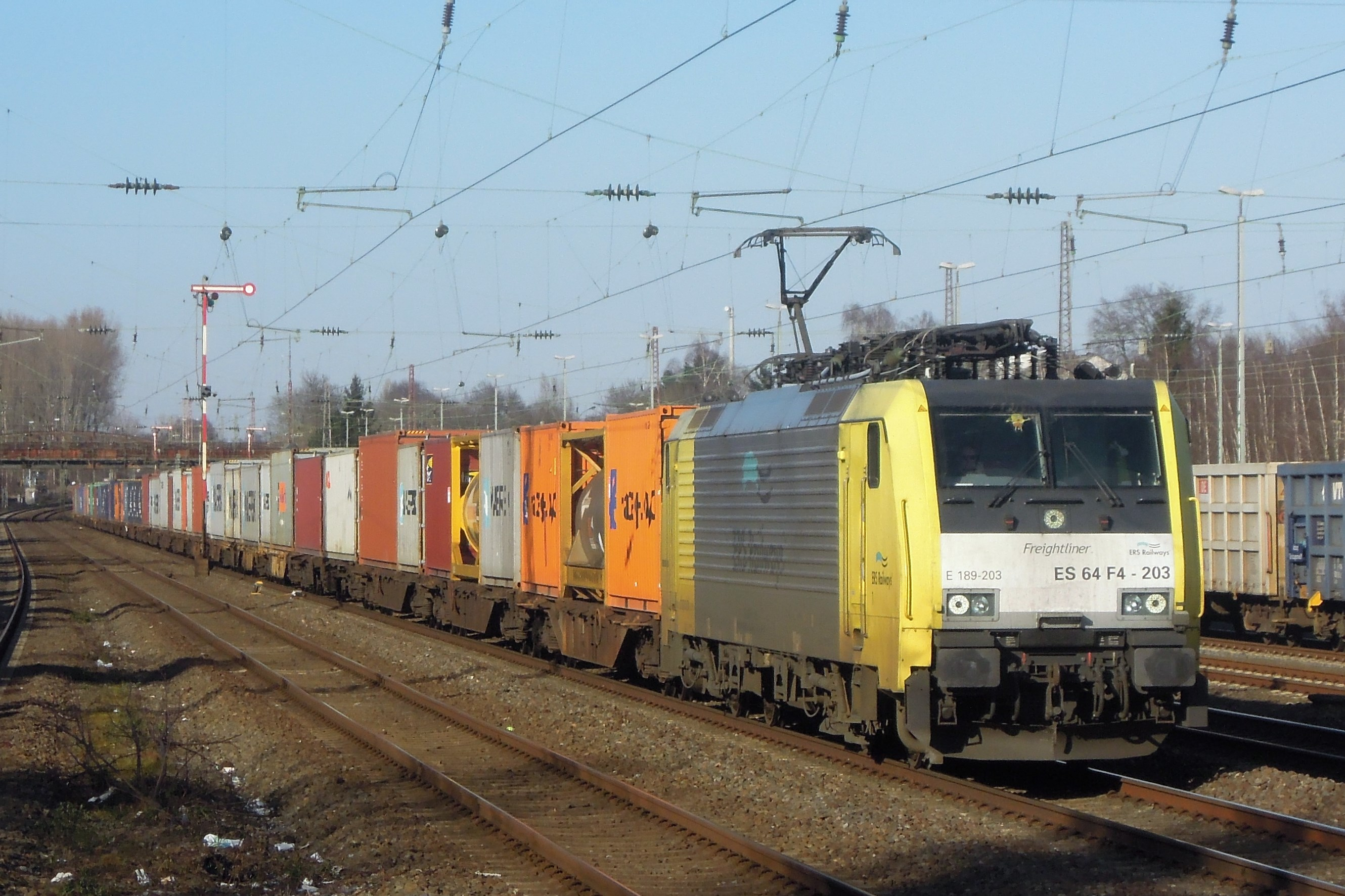
海上コンテナを引く列車
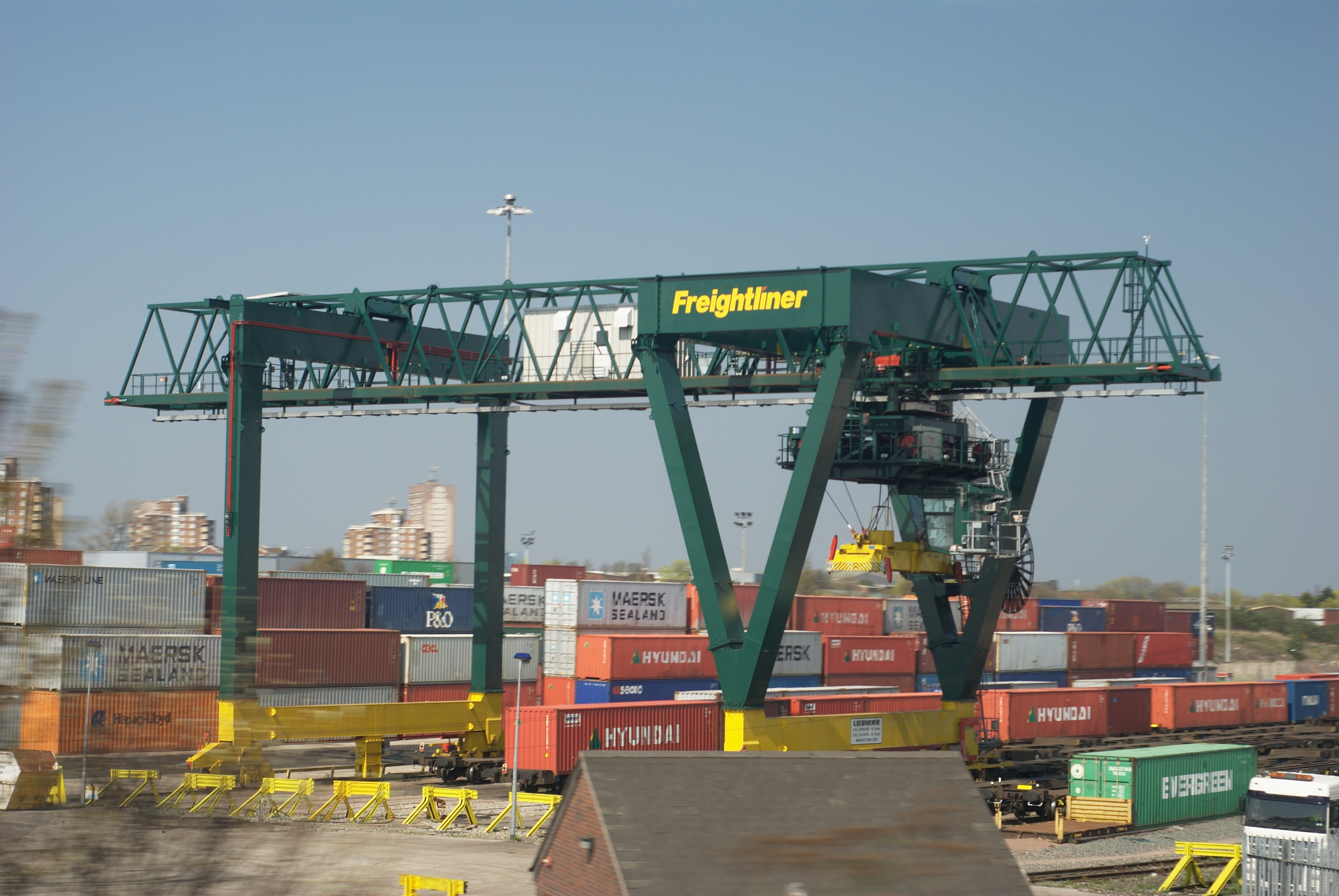
鉄道積載クレーン（バーミンガム）
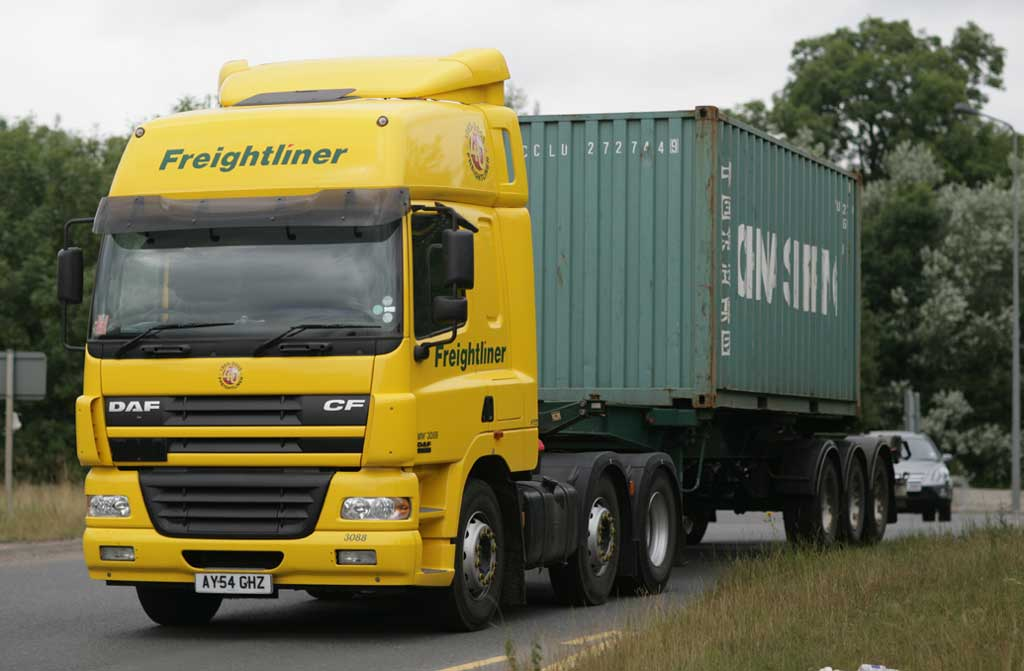
海上コンテナを引くトラック